# Badara Badji
Badara Badji (ur. 24 lutego 1994 w Dakarze) – senegalski piłkarz występujący na pozycji napastnika, zawodnik bośniackiego klubu FK Tuzla City. Były reprezentant Senegalu.

## Życiorys

### Kariera klubowa
W latach 2014–2016 był zawodnikiem senegalskiego klubu ASC Yeggo (Championnat National du Sénégal), skąd wypożyczony był do chorwackiego Dinamo Zagrzeb II (2014–2016). Następnie występował w klubach: indyjskim Odisha FC (2016), serbskich Mladost Lučani (2018) i FK Inđija (2018–2019) oraz bośniackim FK Zvijezda 09 (2019–2020).
20 stycznia 2020 podpisał kontrakt z bośniackim klubem FK Tuzla City, bez odstępnego.    

### Kariera reprezentacyjna
Był reprezentantem Senegalu w kategoriach wiekowych: U-20 i U-23.
W seniorskiej reprezentacji Senegalu zadebiutował 6 lipca 2013 na stadionie Stade Demba Diop (Dakar, Senegal) podczas kwalifikacji do Mistrzostw Narodów Afryki 2014 w wygranym 1:0 meczu przeciwko reprezentacji Mauretanii.